# Хутхул
Хутхул — село в Агульском районе Дагестана. Административный центр сельского поселения «Сельсовет „Хутхульский“».

## Географическое положение
Расположено в 2 км к востоку от районного центра села Тпиг, на реке Чирагчай в месте впадения в неё реки Мисичай, у подножья горы Каракдаг.

## Население
| 1895 | 1926 | 1939 | 1970 | 1989 | 2002 | 2008 |
| ---- | ---- | ---- | ---- | ---- | ---- | ---- |
| 670  | ↗674 | ↗737 | ↗802 | ↘445 | ↗649 | ↗652 |
| 2010 | 2021 |      |      |      |      |      |
| ↘628 | ↘541 |      |      |      |      |      |